# 180-та стрілецька дивізія (СРСР, I формування)
180-та стрілецька дивізія — військове з'єднання РСЧА у Німецько-радянській війні.

## Історія

### Утворення
Сформовано у серпні-вересні 1940 року, після окупації Естонії СРСР у складі 22-го стрілецького корпусу на базі 1-ї та 2-ї піхотних дивізій Естонської народної армії. Особовий склад дивізії залишився в уніформі естонської армії, проте з радянськими відзнаками. До 31 грудня 1939 року існувала й інша 180-та стрілецька дивізія, на базі якої було створено, зокрема, Єлецьке та Орловське піхотні училища. У діючій армії під час Німецько-радянської війни з 22 червня 1941 року до 3 травня 1942 року.

### Початок бойових дій у Німецько-радянській війні
На 22 червня 1941 року дислокувалася у Виру та Печорі, у прикордонній битві участі не брала. З 1 липня 1941 року залізницею перекидається до Порхова, з 2 липня 1941 року зосереджується в районі Порхова, на 3 липня 1941 року прибуло три ешелони дивізії, на підході було 9 ешелонів. На 4 липня 1941 дивізія мала: командного складу — 1030 осіб, молодшого командного складу — 1160 осіб, рядового складу — 9132 осіб. Усього — 11322 осіб. Коней — 3039. Гвинтівок — 11645, мінометів — 35, ручних кулеметів — 535, станкових — 212, великокаліберних — 3, зенітних — 24, ДП — 5, рацій — 0, гармат 37-мм — 31, 31 76-мм — 74, 76-мм зенітних — 4, 122-мм — 14, 152-мм — 12, бронемашин — 6, автомашин — 72. На озброєнні дивізії залишалося багато зразків ще з часів естонської армії англійського, німецького, данського та шведського виробництва, що породжувало проблему забезпечення частин боєприпасами до них та запчастин для ремонту та відновлення озброєння.

До 8 липня 1941 року зайняла оборону під Порховом межі Шахново, Жиглево, вступив у бої з розвідувальними частинами німців, з 9 липня 1941 року — з основними частинами. З початком бойових дій у дивізії спостерігалися масові дезертирство та перехід на бік ворога. З доповіді майора Шепелєва до розвідуправління Північно-Західного фронту від 14 липня 1941 року:
«Значна частина командирів та червоноармійців естонців перейшла на бік німців. Серед бійців панує ворожнеча та недовіра до естонців.»
Не всі етнічні естонці перейшли чи готові були перейти на бік німців; певна частина залишилася воювати за СРСР. Водночас, серед громадян колишньої Естонської республіки, які опинилися до початку війни у лавах 180-ї стрілецької дивізії, був досить високий відсоток осіб єврейської національності, перехід яких до німців виключався сам собою.
До 11 липня 1941 року дивізія була змушена залишити Порхов, переправилася на східний берег Шелоні, відступаючи до станції Дно. 18 липня 1941 року вона була знову атакована противником південніше Дна, після чого відступала у напрямку до Старої Русси.
До 28 липня 1941 дивізія відійшла в район на північний захід від Старої Русси, де була практично відразу ж атакована. Дивізія веде запеклі бої на північних підступах до Старої Русси, зокрема за село Нагово, після чого дивізія відійшла в район Сенобази та Дубовиць. Зліва від дивізії вела бій 254-а стрілецька дивізія. Особливо важкими бої у смузі дивізії відбулися 4 серпня 1941 року, коли оборону дивізії було прорвано і 8 серпня 1941 року, коли дивізія була змушена відійти за Стару Руссу і далі на схід у район Парфіно 13 серпня 1941 року, переправившись через Ловать.

### Контрудари в районі Стара Русса, Холм (1941)
15 серпня 1941 дивізія перейшла в наступ з району Парфіно, форсувала Ловать, 17 серпня 1941 веде бої в Старій Руссі, взявши з іншими частинами велику частину міста, проте 20-21 серпня 1941 року серпня 1941 року знову переправилась на східний берег Ловаті, втративши на той час у боях до 60 % особового складу.
Залишивши Стару Руссу, дивізія відступила до села Дуброви (Новгородська область) на річці Колпінці на південний схід від озера Ільмень, де в колишньому Полавському районі стала на межі сіл Велике Волошко — Биково — Навельє — Кулаково — Дрегло — Шкварець — Пустинька. 29-31 серпня 1941 року веде бої з супротивником, що прагнув дістатися до шосе Новгород — Валдай і зуміла зупинити німецькі війська. Там нині стоїть обеліск із написом: «На цьому рубежі воїни 180-ї стрілецької дивізії 31 серпня зупинили наступ німецько-фашистських військ».
Після цього дивізія знаходиться приблизно на тих же рубежах, займаючи рубіж протяжністю 40-45 кілометрів і ведучи постійні бої приватного характеру, так, на 26 вересня 1941 веде бій на рубежі: Велике Волошко, Кулаково, Дрегло, Циблово, Городок (на Колпін), Лутівня.
З липня по серпень 1941 року дивізія безперервно перебувала у жорстоких боях і зазнала великих втрат: незважаючи на те, що за цей період вона тричі поповнювалася особовим складом (загалом 3138 осіб), до 10 вересня в ній залишалося лише 250—300 осіб бойового складу (крім тилів) та 12 гармат.

### Дем'янська наступальна операція (1942)
З 7 січня 1942 року дивізія перейшла у наступ у ході Дем'янської наступальної операції. У наступі дивізію підтримували 29-й окремий лижний батальйон, 30-й окремий лижний батальйон, 150-й окремий танковий батальйон, 246-й корпусний артилерійський полк і 614-й корпусний артилерійський полк, з тилу атакувала зміцнений пункт на березі Ловаті, потім продовжила наступ на Парфіно та Полу. Вийшовши до Парфіно з усією технікою непрохідними болотами, лише до 9 лютого 1942 дивізія разом з 254-й стрілецькою дивізією взяла Парфіно, а 23 лютого 1942 — Полу, потім продовжила наступ.
25 березня 1942 року дивізія спішно стокілометровим маршем була перекинута на межу річки Редья, де відобразила удари німецьких військ у районі сіл Малі та Великі Горби.
3 травня 1942 року наказом наркома оборони № 135 була перетворена на 28-ю гвардійську стрілецьку дивізію.

## Склад
- 21-й стрілецький полк (в/ч № 5520)
- 42-й стрілецький полк (в/ч № 5689)
- 86-й стрілецький полк (в/ч № 5849)
- 627-й артилерійський полк (в/ч № 5933)
- 629-й гаубичний артилерійський полк (до 04.10.1941, в/ч № 5963)
- 15-й окремий винищувально-протитанковий дивізіон (в/ч № 5979)
- 321-а зенітна батарея (150-й окремий зенітний артилерійський дивізіон, в/ч № 6009)
- 90-та розвідрота (90-й розвідбат, в/ч № 6028)
- 33-й саперний батальйон (в/ч № 5584)
- 157-й окремий батальйон зв'язку (в/ч № 6086)
- 9-й медико-санітарний батальйон
- 182-а окрема рота хімічного захисту
- 383 автотранспортна рота (до 10.10.1941 383 автотранспортний батальйон, в/ч № 5484)
- 440-а польова хлібопекарня
- 46-й дивізійний ветеринарний лазарет
- 787-а польова поштова станція
- 467-а польова каса Держбанку

## Підпорядкування
| Дата            | Фронт (округ)           | Армія                                   | Корпус                  | Примітки |
| --------------- | ----------------------- | --------------------------------------- | ----------------------- | -------- |
| 22.06.1941 року | Північно-Західний фронт | 27-а армія                              | 22-й стрілецький корпус | -        |
| 01.07.1941 року | Північно-Західний фронт | -                                       | 22-й стрілецький корпус | -        |
| 10.07.1941 року | Північно-Західний фронт | 11-а армія                              | 22-й стрілецький корпус | -        |
| 01.08.1941 року | Північно-Західний фронт | 22-а армія                              | 29-й стрілецький корпус | -        |
| 01.09.1941 року | Північно-Західний фронт | 11-а армія                              | -                       | -        |
| 01.10.1941 року | Північно-Західний фронт | Новгородська армійська оперативна група | -                       | -        |
| 01.11.1941 року | Північно-Західний фронт | Новгородська армійська оперативна група | -                       | -        |
| 01.12.1941 року | Північно-Західний фронт | Новгородська армійська оперативна група | -                       | -        |
| 01.01.1942 року | Північно-Західний фронт | 11-а армія                              | -                       | -        |
| 01.02.1942 року | Північно-Західний фронт | 11-а армія                              | -                       | -        |
| 01.03.1942 року | Північно-Західний фронт | 11-а армія                              | -                       | -        |
| 01.04.1942 року | Північно-Західний фронт | 11-а армія                              | -                       | -        |
| 01.05.1942 року | Північно-Західний фронт | -                                       | -                       | -        |

## Командування дивізії

### Командири
- Ріхард Томберґ (-06.1941), генерал-майор
- Іван Міссан (03.06.1941 — 03.05.1942), полковник

### Заступники командира
- Георгій Чурмаєв (12.04.1942 — 03.05.1942), майор, підполковник

### Начальники штабу
- М. Михайловський, підполковник
- Август Казекамп[et], генерал-майор

### Управління дивізії
- Айн Мере, заступник начальника оперативного (1-го) відділення штабу
- Георгій Барсуков, начальник артилерії дивізії
- Ґеорґ Леєць, начальник артилерії дивізії

### Командири частин та підрозділів
- Рудольф Прантс, начальник 3-го Особливого відділу дивізії (в/ч № 5906)
- Вернер Ернст Гаральд Троссі, командир 21-го стрілецького полку (в/ч № 5520)
- Василь Кюлаотс, командир 42-го стрілецького полку (в/ч № 5689)
- Пауль Тріїк, командир 86-го стрілецького полку (в/ч № 5849)
- Август Вассіль, командир 86-го стрілецького полку (в/ч № 5849)
- Карл Александр Фрейманн, командир 629-го гаубичного артилерійського полку (в/ч № 5963)
- Рудольф Крупп, командир 629-го гаубичного артилерійського полку (в/ч № 5963)
- Отто Карелль, командир 157-го окремого батальйону зв'язку (в/ч № 6086)
- Валдо Матело, командир 15-го окремого винищувально-протитанкового дивізіону (в/ч № 5979)
- Гаральд-Леонард Локк, командир 150-го окремого зенітного артилерійського дивізіону (в/ч № 6009)
- Оскар Палу, начальник санітарної служби дивізії

## Цікаві факти
- Восени 1992 року поряд на території Дем'янського району пошуковці знайшли закопаний сейф, в якому було виявлено бойовий прапор 86-го стрілецького полку — одну з трьох подібних повоєнних знахідок.

## Герої Радянського Союзу
- Ісрафіл Магерам огли Мамедов, старший сержант, помічник командира взводу 42-го стрілецького полку.